# Michael Ballhaus
Michael Ballhaus (Berlino, 5 agosto 1935 – Berlino, 11 aprile 2017) è stato un direttore della fotografia tedesco.

## Biografia
Nel corso degli anni settanta ha lavorato regolarmente con Rainer Werner Fassbinder, realizzando con lui oltre una dozzina di film per il cinema e la televisione, tra i quali Le lacrime amare di Petra von Kant (1972) e Il matrimonio di Maria Braun (1979).
A partire dagli anni ottanta si è stabilito negli Stati Uniti, dove ha collaborato in modo particolare con Martin Scorsese (sei film in vent'anni, a partire da Fuori orario del 1985 fino a The Departed - Il bene e il male del 2006) e con Mike Nichols (quattro film, a partire da Una donna in carriera del 1988).
È stato candidato tre volte al Premio Oscar per la migliore fotografia, nel 1988 per Dentro la notizia - Broadcast News (Broadcast News), nel 1990 per I favolosi Baker (The Fabulous Baker Boys) e nel 2003 per Gangs of New York.
È stato membro della giuria ufficiale del Festival di Cannes 1996 e della Mostra del cinema di Venezia 2003.

## Filmografia parziale

### Cinema
- Traumland der Sehnsucht, documentario, regia di Wolfgang Müller-Sehn (1961)
- Mehrmals täglich, regia di Ralf Gregan (1969)
- Mai più dolce sorella (Deine Zärtlichkeiten), regia di Peter Schamoni e Herbert Vesely (1969)
- Wir - zwei, regia di Ulrich Schamoni (1970)
- Whity, regia di Rainer Werner Fassbinder (1971)
- Attenzione alla puttana santa (Warnung vor einer heiligen Nutte), regia di Rainer Werner Fassbinder (1971)
- Le lacrime amare di Petra von Kant (Die bitteren Tränen der Petra von Kant), regia di Rainer Werner Fassbinder (1972)
- Tödlicher Poker, regia di Ulli Lommel (1972)
- I racconti del letto (Das sündige Bett), regia di Ralf Gregan (1973)
- Martha, regia di Rainer Werner Fassbinder (1974)
- Made in Germany und USA, regia di Rudolf Thome (1974)
- Il diritto del più forte (Faustrecht der Freiheit), regia di Rainer Werner Fassbinder (1975)
- Il viaggio in cielo di mamma Kusters (Mutter Küsters' Fahrt zum Himmel), regia di Rainer Werner Fassbinder (1975)
- Das Amulett des Todes, regia di Ralf Gregan e Günter Vaessen (1975)
- Sommergäste, regia di Peter Stein (1976)
- Tschetan, der Indianerjunge, regia di Hark Bohm (1976)
- Nessuna festa per la morte del cane di Satana (Satansbraten), regia di Rainer Werner Fassbinder (1976)
- Roulette cinese (Chinesisches Roulette), regia di Rainer Werner Fassbinder (1976)
- Adolf und Marlene, regia di Ulli Lommel (1977)
- Solo per scherzo, solo per gioco. Caleidoscopio Valeskagert (Nur zum Spaß, nur zum Spiel), documentario, regia di Volker Schlöndorff (1977)
- Germania in autunno (Deutschland im Herbst), regia collettiva (1978)
- Despair, regia di Rainer Werner Fassbinder (1978)
- Venedig - Die Insel der Glückseligen am Rande des Untergangs, documentario, regia di Christian Rischert (1978)
- Il matrimonio di Maria Braun (Die Ehe der Maria Braun), regia di Rainer Werner Fassbinder (1979)
- Die erste Polka, regia di Klaus Emmerich (1979)
- La insurrección, regia di Peter Lilienthal (1980)
- Groß und Klein, regia di Peter Stein (1980)
- Lili Marleen, regia di Rainer Werner Fassbinder (1981)
- Malou, regia di Jeanine Meerapfel (1981)
- Oye Raimundo, adónde vas?, documentario, regia di Jaime Carrasco, Francisco Chavez, Luis Lupone e Jesús Sánchez (1981)
- Heute spielen wir den Boß, regia di Peer Raben (1981)
- Looping, regia di Walter Bockmayer e Rolf Bührmann (1981)
- La montagna incantata (Der Zauberberg), regia di Hans W. Geissendörfer (1982)
- Dear Mr. Wonderful, regia di Peter Lilienthal (1982)
- Lucida follia (Heller Wahn), regia di Margarethe von Trotta (1983)
- Promesse, promesse (Baby It's You), regia di John Sayles (1983)
- Il diario di Edith (Ediths Tagebuch), regia di Hans W. Geissendörfer (1983)
- Amare con rabbia (Reckless), regia di James Foley (1984)
- Das Autogramm, regia di Peter Lilienthal (1984)
- Old Enough, regia di Marisa Silver (1984)
- Una storia a Los Angeles (Heartbreakers), regia di Bobby Roth (1984)
- Fuori orario (After Hours), regia di Martin Scorsese (1985)
- Under the Cherry Moon, regia di Prince (1986)
- Il colore dei soldi (The Color of Money), regia di Martin Scorsese (1986)
- Lo zoo di vetro (The Glass Menagerie), regia di Paul Newman (1987)
- Dentro la notizia - Broadcast News (Broadcast News), regia di James L. Brooks (1987)
- Labirinto mortale (The House on Carroll Street), regia di Peter Yates (1988)
- L'ultima tentazione di Cristo (The Last Temptation of Christ), regia di Martin Scorsese (1988)
- Due figli di... (Dirty Rotten Scoundrels), regia di Frank Oz (1988)
- Una donna in carriera (Working Girl), regia di Mike Nichols (1988)
- I favolosi Baker (The Fabulous Baker Boys), regia di Steve Kloves (1989)
- Quei bravi ragazzi (Goodfellas), regia di Martin Scorsese (1990)
- Cartoline dall'inferno (Postcards from the Edge), regia di Mike Nichols (1990)
- Indiziato di reato (Guilty by Suspicion), regia di Irwin Winkler (1991)
- Tutte le manie di Bob (What About Bob?), regia di Frank Oz (1991)
- I re del mambo (The Mambo Kings), regia di Arne Glimcher (1992)
- Dracula di Bram Stoker (Bram Stoker's Dracula), regia di Francis Ford Coppola (1992)
- L'età dell'innocenza (The Age of Innocence), regia di Martin Scorsese (1993)
- Una figlia in carriera (I'll Do Anything), regia di James L. Brooks (1994)
- Quiz Show, regia di Robert Redford (1994)
- Virus letale (Outbreak), regia di Wolfgang Petersen (1995)
- Sleepers, regia di Barry Levinson (1996)
- Kreuz & quer, regia di Anteij Farak, Ariane Homayounfar, Lenard Fritz Krawinkel e Yasemin Samdereli (1996)
- Air Force One, regia di Wolfgang Petersen (1997)
- I colori della vittoria (Primary Colors), regia di Mike Nichols (1998)
- Wild Wild West, regia di Barry Sonnenfeld (1999)
- Da che pianeta vieni? (What Planet Are You From?), regia di Mike Nichols (2000)
- La leggenda di Bagger Vance (The Legend of Bagger Vance), regia di Robert Redford (2000)
- Gone underground - Occhio ai segni, cortometraggio, regia di Su Turhan (2001)
- Mutti, cortometraggio, regia di Su Turhan (2002)
- Gangs of New York, regia di Martin Scorsese (2002)
- Le ragazze dei quartieri alti (Uptown Girls), regia di Boaz Yakin (2003)
- Tutto può succedere - Something's Gotta Give (Something's Gotta Give), regia di Nancy Meyers (2003)
- Sonntagsluft, regia di Frank A. Buecheler (2005)
- The Departed - Il bene e il male (The Departed), regia di Martin Scorsese (2006)
- 3096 (3096 Tage), regia di Sherry Hormann (2013)

## Riconoscimenti
- Premio Oscar

1988 - Candidatura per la migliore fotografia per Dentro la notizia - Broadcast News
1990 - Candidatura per la migliore fotografia per I favolosi Baker
2003 - Candidatura per la migliore fotografia per Gangs of New York
- BAFTA Awards

1991 - Candidatura per la migliore fotografia per Quei bravi ragazzi
1994 - Candidatura per la migliore fotografia per L'età dell'innocenza
2003 - Candidatura per la migliore fotografia per Gangs of New York
- Festival internazionale del cinema di Berlino

2006 - Berlinale Kamera
2016 - Orso d'oro alla carriera
- Camerimage

1993 - Candidatura alla Rana d'oro per L'età dell'innocenza
2006 - Candidatura alla Rana d'oro per The Departed - Il bene e il male
2010 - Premio alla carriera
- Los Angeles Film Critics Association Awards

1989 - Miglior fotografia per I favolosi Baker
1990 - Miglior fotografia per Quei bravi ragazzi
- Satellite Award

2001 - Candidatura per la migliore fotografia per La leggenda di Bagger Vance
2003 - Candidatura per la migliore fotografia per Gangs of New York
- American Society of Cinematographers Awards

2003 - Candidatura per la miglior fotografia per Gangs of New York
2007 - Premio internazionale
- Chicago Film Critics Association Awards

1990 - Candidatura per la miglior fotografia per Quei bravi ragazzi
1992 - Miglior fotografia per Dracula di Bram Stoker
2002 - Candidatura per la miglior fotografia per Gangs of New York
2006 - Candidatura per la miglior fotografia per The Departed - Il bene e il male
- National Society of Film Critics Awards

1986 - Candidatura per la miglior fotografia per Fuori orario
1990 - Miglior fotografia per I favolosi Baker
1994 - Candidatura per la miglior fotografia per L'età dell'innocenza
- New York Film Critics Circle Awards

1989 - Candidatura per la miglior fotografia per I favolosi Baker
1990 - Candidatura per la miglior fotografia per Quei bravi ragazzi
1993 - Candidatura per la miglior fotografia per L'età dell'innocenza
2002 - Candidatura per la miglior fotografia per Gangs of New York
- Deutscher Filmpreis

1973 - Miglior fotografia per Le lacrime amare di Petra von Kant
1978 - Miglior fotografia per Despair
2012 - Premio alla carriera
- Boston Society of Film Critics Awards

1989 - Miglior fotografia per I favolosi Baker
- Awards Circuit Community Awards

1992 - Candidatura per la miglior fotografia per Dracula di Bram Stoker
1993 - Candidatura per la miglior fotografia per L'età dell'innocenza
2002 - Candidatura per la miglior fotografia per Gangs of New York
2006 - Candidatura per la miglior fotografia per The Departed - Il bene e il male
- British Society of Cinematographers

1990 - Candidatura per la miglior fotografia per Quei bravi ragazzi
- Independent Spirit Awards

1986 - Candidatura per la miglior fotografia per Fuori orario
- Golden Camera

1999 - Premio onorario
- European Film Awards

2007 - Miglior contributo europeo al cinema mondiale
- Premio Bambi

2009 - Premio onorario
- Bavarian Film Awards

2008 - Premio onorario
- Gold Derby Awards

2003 - Candidatura per la miglior fotografia per Gangs of New York
- Goldene Leinwand

2000 - Premio speciale alla carriera
- MTV Video Music Awards

1987 - Candidatura per la miglior fotografia per Papa Don't Preach
- Shanghai International Film Festival

2001 - Calice d'oro per la miglior tecnologia per La leggenda di Bagger Vance
- Seattle Film Critics Awards

2002 - Candidatura per la miglior fotografia per Gangs of New York
- Online Film Critics Society Awards

2003 - Candidatura per la miglior fotografia per Gangs of New York
- International Online Cinema Awards

2003 - Candidatura per la miglior fotografia per Gangs of New York
- Italian Online Movie Awards

2003 - Candidatura per la miglior fotografia per Gangs of New York
- St. Louis Film Critics Association

2006 - Candidatura per la miglior fotografia per The Departed - Il bene e il male
- Manaki Brothers Film Festival

2006 - Golden Camera 300 alla carriera
- Filmkunstfest Mecklenburg-Vorpommern

2009 - Goldener Ochse
- Premio Romy

2013 - Miglior fotografia per 3096